# 莫迪保·邁加
莫迪保·邁加（英語：Modibo Maïga，1995年4月8日—）是一名馬里職業足球員，現時效力英超球會韋斯咸，司職前鋒或翼鋒。莫迪保·邁加曾經效力馬里人體育場隊、拉賈卡薩布蘭卡、勒芒、索察、昆士柏流浪及梅斯，是馬里國家隊隊員。

## 球員生涯

### 拉賈卡薩布蘭卡
莫迪保·邁加出生於馬里巴馬科，他亦在2003年那裏的球會馬里人體育場隊開始他的職業足球員生涯，當時只有15歲。其後他轉會至摩洛哥球會拉賈卡薩布蘭卡，他在拉賈卡薩布蘭卡卜贏了幾項錦標，包括摩洛哥足球甲級聯賽及阿拉伯足協球會盃。

### 勒芒
2007年，莫迪保·邁加提在20歲時轉會至法甲勒芒，邁加與名將謝雲奴及史提芬·施斯隆成為隊友，他開始確立了自己在法國足球壇的地位。儘管邁加一共上陣88場賽事射入15球，勒芒最後仍是要降級到法乙。他在2010年轉會索察，簽約為期四年，接過隊中的15號球衣。

### 索察
在2010-11賽季，邁加與前鋒拍擋伊德耶各自射15球，這組合便入了30球，取得了索察超過半數的聯賽入球。邁加和伊德耶的入球大多是由中場的一對拍擋馬文·馬丁和里亞德·博德博兹助攻的。他們成功帶領索察得到歐霸盃的資格。
2011年8月12日，莫迪保·邁加宣布他將永遠不會再為索察比賽因為他想轉會到英超球會紐卡素。他拒絕在對卡昂及南錫的比賽上陣，但他卻出戰哈爾科夫米達列斯及羅連安特。他和隊友凱文·阿寧因被拒絕轉會的罷踢態度令球會支持者暫時不對他們作出支持以抨擊阿寧及邁加的惡劣態度。
10月18日，多家報紙包括每日電訊報和隊報報導，莫迪保·邁加將會達成協議於一月開始的冬季轉會窗轉會至紐卡素。12月13日有報導說邁加已經在倫敦通過體測及相信以700萬英鎊轉會費轉會。可是在2011年12月16日，隊報報導，邁加未能通過紐卡素的體測。

### 韋斯咸

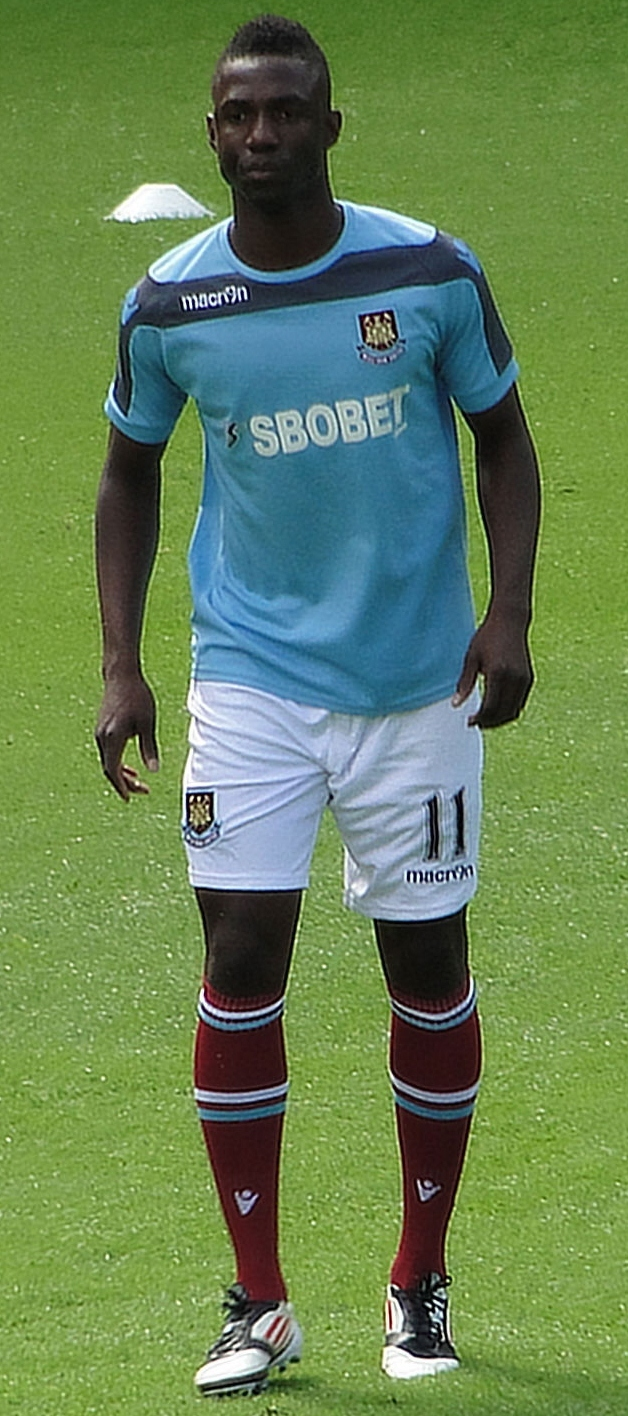
莫迪保·邁加在韋斯咸

2012年7月17日，莫迪保·邁加在韋斯咸接受體測。翌日，他以不透露的轉會費轉會至韋斯咸，簽約四年，另外有權可延長合約多兩年。邁加於2012年8月18日首次為韋斯咸上陣，於81分鐘入替卡頓·高爾，最終在主場以1-0擊敗阿士東維拉。
2012年8月28日，邁加在聯賽杯第二輪對克魯的比賽中首次打足90分鐘，在隊友尼基·梅納德先開紀錄後，他射入為韋斯咸的首個入球，最終以2-0勝出。他於10月20日在烏普頓公園以4-1贏修咸頓的比賽中射入首個英超入球。但是他在首在兩個賽季只為韋斯咸入三球，其中一個入球是於2012年12月1日以3-1贏車路士的比賽中射入，令韋斯咸自2003年以來首次擊敗車路士。另一個入球是於2012年12月20日在3-3戰平西布朗的一記20碼的射門，他的狀態低沉及入球能力帶來了韋斯咸球迷的批評，但是領隊艾拿戴斯為他辯護，並稱讚他的努力。

### 昆士柏流浪
2014年1月31日，邁加以借用形式加盟昆士柏流浪直至2013-14賽季的剩餘部分完結。他是於2月1日首次為昆士柏流浪上陣對般尼。在68分鐘入替安祖·莊臣，邁加於79分鐘射入一球追和3-3，是這場比賽的最終紀錄。這亦是他為昆士柏流浪射入的唯一入球。

### 梅斯
2014年8月，邁加以借用形式加盟法甲梅斯，借用整個2014-15賽季，梅斯有權於2015年夏天將邁加收購。11月1日，在對戰卡昂時為梅斯射入首個入球，並梅開二度，最終在主場以3-2取勝。2015年4月4日，邁加為梅斯射入帽子戲法，以3-2擊敗圖盧茲。邁加在25場比賽中，射入9個聯賽入球。但是他的入球並未能阻止梅斯降班。他們最終在法甲以第19名完成，在2015-16賽季降級至法乙。

## 國際賽生涯
邁加在2010年非洲國家盃穿著10號球衣效力馬里國家足球隊。他亦再被徵召入馬里國家足球隊參加2012年非洲國家盃，但是在2012年2月在加蓬參加比賽時，他染上瘧疾並在利伯維爾住院。他不得不缺席準決賽，馬里以1 -0負於科特迪瓦。

## 外部連結
- 足球数据库：莫迪保·邁加的球员统计数据 （英文）
- 莫迪保·邁加在 National-Football-Teams.com 上的出场纪录 （英文）
- 莫迪保·邁加 – 法國職業足球聯賽数据 – 支持法语（已存档）  （法文）
- lequipe （页面存档备份，存于） （法文）
- .   [2015-06-10]. （原始内容存档于2012-04-01）. （英文）